# Kościół Wniebowzięcia Najświętszej Maryi Panny w Lubawce
Kościół Wniebowzięcia Najświętszej Maryi Panny w Lubawce – rzymskokatolicki kościół parafialny pod wezwaniem Wniebowzięcia Najświętszej Maryi Panny w Lubawce. Znajduje się na północny zachód od rynku i jest najważniejszą świątynią Lubawki, a od 2012 także siedzibą dziekana dekanatu Kamienna Góra Zachód.

## Historia
Po raz pierwszy był wzmiankowany w 1292 roku, kiedy wraz z osadą został nadany cystersom z Krzeszowa. Obecnie istniejący powstał w XV wieku, a został gruntownie przebudowany w latach 1605-1615 oraz 1735-38 (wtedy otrzymał nową absydę i sklepienia). Cystersi zarządzali nim aż do roku 1810, kiedy miała miejsce kasata tego zakonu przez władze pruskie.

## Architektura

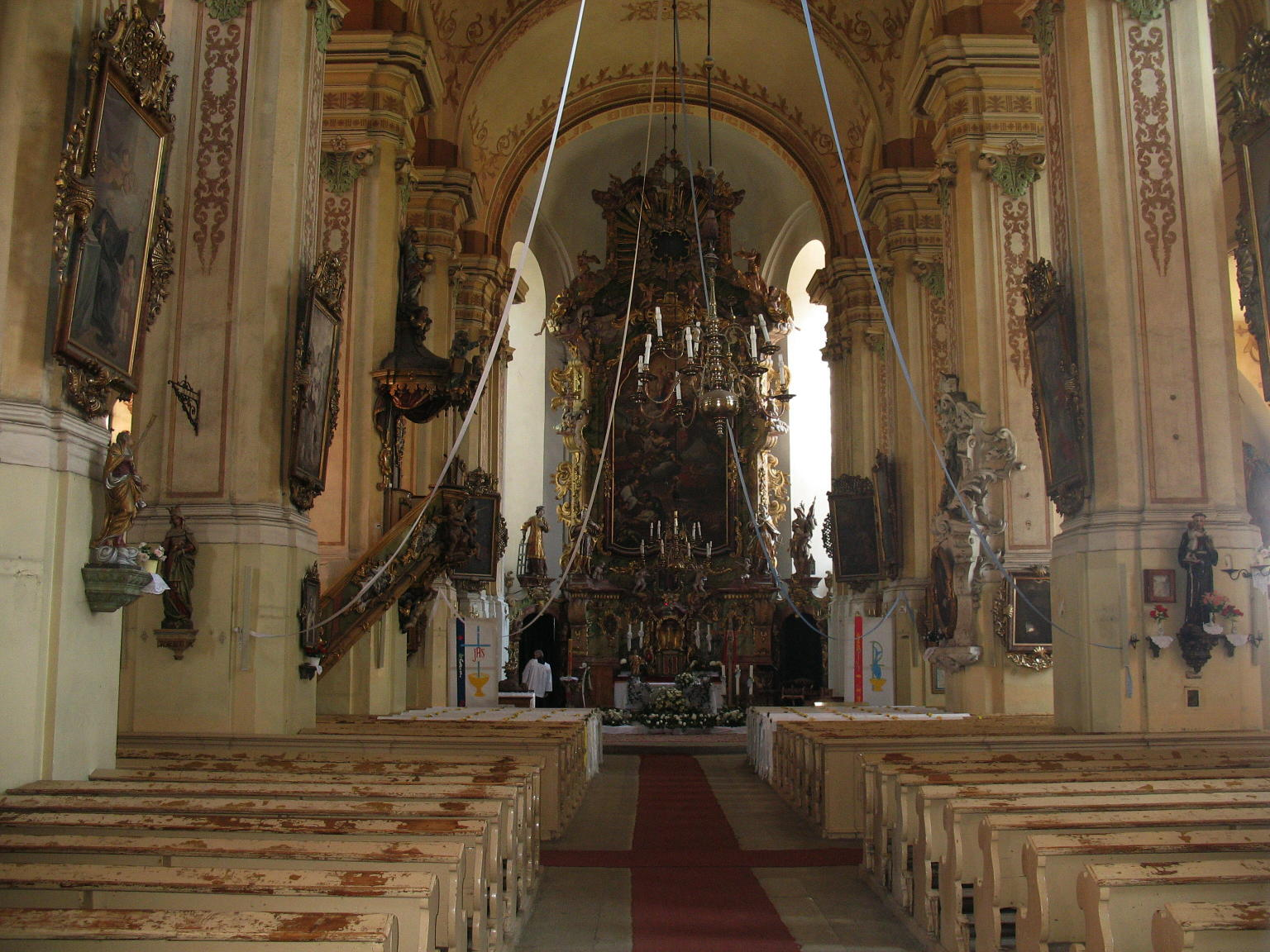
Nawa główna z ołtarzem głównym

Świątynia ma formę trójnawowej hali emporowej z prezbiterium zamkniętym półkolistą absydą. W osi fasady znajduje się wieża, dołem kwadratowa, wyżej zaś ośmioboczna, zwieńczona wysokim hełmem na kolumnach. Gotycki rodowód kościoła zdradzają elewacje korpusu opięte przyporami. Późniejszą barokizację sygnalizuje hełm, naczółkowy dach nad korpusem oraz okna zamknięte łukami pełnymi. Wnętrze, nakryte przez Josepha Antona Jentscha nowymi, żaglastymi sklepieniami, ma jednorodnie barokowy charakter.
Zachowało się bogate barokowo-rokokowe wyposażenie, w większości wykonane przez artystów krzeszowskich. Ołtarz główny wykonał prawdopodobnie snycerz Johann Christian Schlesinger ok. 1736 r., a uzupełnił o rzeźby po 1775 Joseph Anton Lachel, zaś obraz Ucieczka grzeszników w ołtarzu głównym namalował Felix Anton Scheffler, znany z wykonania malowideł ściennych w gmachu Uniwersytetu Wrocławskiego (klatka schodowa i apteka).
Drewniana ambona z XVII wieku posiada na baldachimie figurę Chrystusa Zbawcy Świata, a nad konfesjonałami umieszczono rzeźby świętych – Piotra i Pawła, wykonane prawdopodobnie po 1750 r.
Scheffler namalował także osiem obrazów olejnych (głównych patronów zakonu cystersów) zawieszonych na filarach nawy głównej. Po stronie północnej są to od wejścia: św. Benedykt, św. Archanioł Rafał, św. Juda Tadeusz i Ukrzyżowanie, a po stronie południowej: Wizja św. Bernarda, św. Karol Boromeusz, Wizja św. Antoniego i Bóg karzący Dawida. Temu samemu malarzowi przypisano także trzy obrazy obok wejścia głównego i północnego: Maryja z Dzieciątkiem i św. Dominikiem, Św. Jadwiga i Św. Barbara. Natomiast nad wejściem południowym zachował się obraz przedstawiający rzadką scenę: wyłowienie zwłok św. Jana Nepomucena z Wełtawy z panoramą Pragi.
Na jednym z filarów powieszono obraz Naigrywanie – kopię słynącego z cudów obrazu z dawnego kościoła Dominikanek we Wrocławiu.

## Legenda o cudownym obrazie[3]

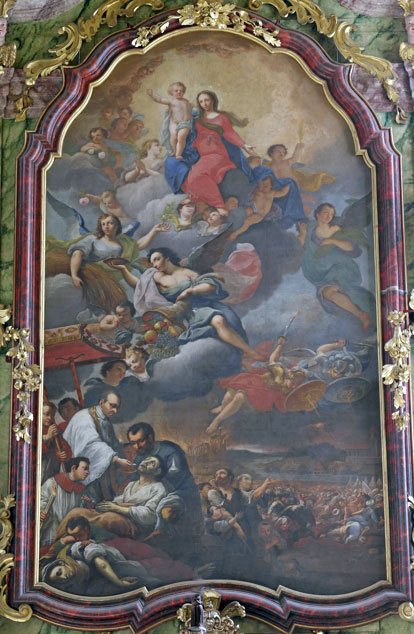
Obraz Ucieczki Grzeszników – F.A. Schefflera

Pomiędzy tabernakulum a obrazem Schefflera znajduje się niewielki wizerunek Matki Bożej, trzymającej pod płaszczem swoich wiernych. Z nim to wiąże się pewna legenda, która opowiada o jego dziejach u początków istnienia Lubawki. Mówi ona o tym, że dawno temu, gdy tereny, na których dziś leży miejscowość były jeszcze niezamieszkane i porośnięte przez gęsty i wiekowy las, w dolinie rzeki Czarnuszki znajdował się mały kościółek z obrazem, nazywanym Świętą Marią w Dolinie. Świątynia, jak i obraz w niej się znajdujący, pozostawał pod opieką pobożnego pustelnika. Wizerunek słynął cudami, toteż, mimo że okolica była trudno dostępna, do kościoła przybywali liczni pielgrzymi. Był wśród nich także książę Bolko I, władający tymi terenami. Oprócz pątników, świątynię odwiedzali – jednak nie w celach religijnych – rycerze, którzy zajmowali się rabowaniem, żyjący w Górach Kruczych oraz sąsiednich Czechach. Podczas jednego z takich napadów zabili modlących się pielgrzymów i pustelnika, który opiekował się tym miejscem. Niedługo po tym wydarzeniu do kościoła przybył książę Bolko i podczas modlitwy zauważył łzy płynące z oczu Matki Bożej. Rozkazał przenieść wizerunek do pobliskiego Krzeszowa, do niedawno ufundowanego klasztoru benedyktynów. Tam łzy na obrazie przestały się pojawiać. Postanowił więc Bolko, by obraz powrócił na miejsce jego pierwotnego kultu. Zabezpieczył więc okolicę, budując w 1290 r. (na miejscu, gdzie dziś stoi ratusz) wieżę obronną, a dwa lata później uroczyście przeniósł wizerunek do nowo powstałej świątyni.